# موريل روبين
موريل روبين (بالفرنسية: Muriel Robin)‏ هي ممثلة فرنسية، ولدت في 2 أغسطس 1955 في فرنسا. بدأت مشوارها المهني سنة 1986، و

## ترشيحات
- جائزة سيزار لأفضل ممثلة (2001)

## وصلات خارجية
- موريل روبين على موقع IMDb (الإنجليزية)
- موريل روبين على موقع روتن توميتوز (الإنجليزية)
- موريل روبين على موقع ألو سيني (الفرنسية)
- موريل روبين على موقع ميوزك برينز (الإنجليزية)
- موريل روبين على موقع أول موفي (الإنجليزية)
- موريل روبين على موقع قاعدة بيانات الأفلام السويدية (السويدية)
- موريل روبين على موقع ديسكوغز (الإنجليزية)
- موريل روبين على موقع قاعدة بيانات الفيلم (الإنجليزية)
- موريل روبين على موقع ليتربوكسد (الإنجليزية)
- موريل روبين على موقع كينوبويسك (الروسية)